# Bart milencem
Bart milencem (v anglickém originále Bart the Lover) je 16. díl 3. řady (celkem 51.) amerického animovaného seriálu Simpsonovi. Scénář napsal Jon Vitti a díl režíroval Carlos Baeza. V USA měl premiéru dne 13. února 1992 na stanici Fox Broadcasting Company a v Česku byl poprvé vysílán 11. března 1994 na stanici ČT1.

## Děj
Učitelka Springfieldské základní školy Edna Krabappelová, jež se cítí stále osamělejší a izolovanější kvůli nedostatku mužů ve svém životě, si podá osobní inzerát do novin. Mezitím školu zachvátí mánie kolem joj poté, co skupina předvede možnosti této hračky. Když Bart svým jojem rozbije třídní akvárium, Edna mu dá měsíc po škole. Během hodiny, kdy Edna není přítomna, se Bart hrabe v její lavici, aby získal své jojo, a objeví její osobní inzerát, na který se nakonec rozhodne odpovědět jako na žert. 
Bart si vytvoří dospělé mužské alter ego jménem Woodrow poté, co na stěně třídy uvidí portrét bývalého prezidenta Woodrowa Wilsona, a pod Woodrowovým pseudonymem pošle Edně romantický dopis. Edna je Woodrowem okamžitě fascinována a na dopis odpoví a Bart jí jako Woodrow pošle obrázek hokejové hvězdy Gordieho Howea. Pomocí dialogů ze starých romantických filmů i starých milostných dopisů Homera Marge říká Bart Edně to, co chce slyšet, a zvyšuje tak její romantický zájem o Woodrowa. Když Edna požádá Woodrowa o schůzku na večeři, aby se konečně setkali, Bart, který má v úmyslu žert ukončit, jí odpoví, aby se s ním sešla v restauraci Gilded Truffle. Bart, jenž není ochoten dodržet schůzku, jde do kina na film a cestou potká Ednu v restauraci. Jakmile film skončí, Bart se vrátí do restaurace a cítí lítost, když vidí Ednu u stolu plakat. 
Bart se cítí ještě hůř, když nemůže Ednu utěšit. Neví, co má dělat, a tak nakonec řekne rodině o svých žertovných dopisech; Homer navrhuje, aby Edně řekl pravdu, ale Marge to odmítá, protože se obává, že by to Ednu ponížilo. Líza navrhne, aby jí Woodrow napsal dopis na rozloučenou, a rodina s tím souhlasí. Společně se podílejí na romantickém dopise pro Ednu, v němž Woodrow oznamuje, že musí odejít, ale na Ednu nikdy nezapomene. Edna se po jeho přečtení cítí lépe a pozve Barta, aby strávil svůj poslední den po škole mimo třídu. 
V podzápletce si Marge všimne, že Spasitel potřebuje novou psí boudu. Homer se snaží ušetřit peníze tím, že si ji postaví sám, ale jeho pokusy selžou a on nadává tak hlasitě, že to slyší Todd Flanders. Když Todd použije u večere hanlivá slova, Ned zjistí, že se tyto nadávky naučil od Homera. Ned si stěžuje Homerovi, který kritizuje jeho knír. Ned slíbí, že si ho oholí, pokud Homer přestane nadávat. Marge mu navrhne, aby za každou nadávku dal do sklenice na nadávky 25 centů. Homerovo neustálé nadávání nakonec do sklenice nashromáždí dost peněz na to, aby si mohl koupit psí boudu a balení piva.

## Produkce
Scénář k dílu napsal Jon Vitti, který chtěl, aby se epizoda zaměřila na paní Krabappelovou a zkoumala, jaké to je mít Barta za studenta. Výkonný producent Mike Reiss předložil nápad, aby Bart odpověděl na osobní inzerát paní Krabappelové. Byla to první epizoda seriálu, v níž se paní Krabappelová objevila ve významné roli. Podzápletka, v níž se Homer snaží očistit svůj jazyk, byla napsána částečně jako reakce na četné stížnosti, které seriál dostával na svůj jazyk. Ke konci dílu je montáž, v níž má Homer řadu špatných zážitků, které ho přimějí nadávat, ačkoli scéna se vždy utne dříve, než je slyšet, jak nadává. Při nahrávání Homerových replik pro tuto pasáž bylo Danu Castellanetovi řečeno, aby nadávky zařadil. Podle Mikea Reisse se shodou okolností v den nahrávání těchto hlášek dostalo do studia několik osmiletých dětí. Reiss vzpomíná, že „jejich oči byly velké jako talíře“ poté, co slyšely Castellanetu nadávat. Závěr epizody byl z velké části navržen Jamesem L. Brooksem, který chtěl scénu, kde se celá rodina sejde, aby napsala Woodrowův poslední dopis Edně.
Epizodu režíroval Carlos Baeza. V pozadí třídy je několik portrétů minulých prezidentů Spojených států. Ty byly přidány pro scénu, kdy se Bart snaží vymyslet jméno pro svého fiktivního pisatele dopisu a vidí portrét Woodrowa Wilsona. Woodrowův hlas namluvil Harry Shearer, který napodobil Ricarda Montalbána. Na obrázku, který Bart posílá Edně, je hvězda NHL a WHA Gordie Howe. Scenáristé chtěli původně použít obrázek hráče amerického fotbalu Johnnyho Unitase, ale nepodařilo se jim získat práva na bezplatné použití jeho podobizny. Howea, jejich druhou volbu, navrhl Al Jean, který byl v dětství fanouškem Detroit Red Wings. Howeova manželka Colleen ho přesvědčila, aby seriálu dovolil použít jeho podobiznu. Na konci epizody se objeví Howeovy statistiky z NHL a WHA, protože se scenáristé rozhodli zkusit něco jiného při vyplňování mírného časového přebytku.
Během úvodní pasáže, v níž se Bartova třída dívá na film o zinku, se jedna z postav ve filmu pokusí střelit do hlavy. Cenzoři společnosti Fox se proti tomu ohradili, takže producenti museli tvrdit, že postava nemíří na hlavu. Pro název triku s joji, který Bart předvádí Milhouseovi, chtěli scenáristé použít výraz, jenž byl slangovým označením pro masturbaci. Navrhli cenzorům několik názvů a „škubání okurky“ byl výraz, který uznali za přijatelný.

## Kulturní odkazy
Vzdělávací film z padesátých let na začátku epizody je odkazem na staré vědecké filmy, které se často promítaly ve třídách, když autoři chodili do školy; konkrétně se jedná o parodii na krátký vzdělávací film ze čtyřicátých let A Case of Spring Fever (později uváděný v Mystery Science Theater 3000). Mistři v joju Twirl King jsou založeni na skupinách, které společnosti jako Duncan posílaly do škol, aby předváděly triky. Jméno kytaristy King Crimson Adriana Belewa se objevuje na papíru, který Edna Krabappelová hodnotí během zadržení. Todd Flanders v dílu sleduje seriál Davey and Goliath a televizní pořad, ve kterém vystupuje Gomer Pyle ze seriálu Gomer Pyle, U.S.M.C. Bart vidí fiktivní film Ernest potřebuje ledvinu, který je založen na postavě Ernesta P. Worrella. Rod a Todd Flandersovi zpívají píseň „Bringing in the Sheaves“, protože se scenáristům líbilo, že zpívají „obskurní náboženské písně“.

## Přijetí
V původním vysílání na stanici Fox během únorového vysílacího období dosáhla epizoda ratingu 12,9 podle agentury Nielsen a sledovalo ji přibližně 11,88 milionu diváků. V týdnu od 10. do 16. února 1992 skončila na 29. místě. Simpsonovi byli v tomto týdnu druhým nejsledovanějším pořadem na stanici Fox po seriálu Ženatý se závazky. Od svého odvysílání získala epizoda pozitivní hodnocení od televizních kritiků. Sarah Culpová z časopisu The Quindecim ji označila za osmou nejlepší epizodu Simpsonových.
Bill Gibron z DVD Verdict řekl, že díl představuje Simpsonovy „na svém vrcholu jako dobře seřízený stroj na talenty, který mele dobré věci s překvapivou přesností a zručností“. Dodal, že epizoda ukazuje, že vymyšlený románek mezi paní Krabappelovou a Woodrowem „funguje, protože je tak bolestně pravdivý. (…) To, jak je vytvořen a zpracován polibek paní Krabappelové, ukazuje, že Simpsonovi mají srdce, které doplňuje jejich humor.“ Nate Meyers z Digitally Obsessed ohodnotil epizodu známkou 5 z 5. Podle něj prolínání obou zápletek v dílu „funguje velmi dobře a vytváří svižný příběh. Bartův pseudonym Woodrow je radost poslouchat v dabingu a Homerovo pitvoření vyvolává mnoho smíchu.“
Colin Jacobson z DVD Movie Guide uvedl, že díl vyniká jako „velmi silná epizoda“, protože se „vyhýbá většině potenciálně sentimentálního materiálu a nabízí svižný kousek. (…) Béčkový příběh, v němž se Homer snaží nenadávat, se také rozmáchne a vytvoří několik skvělých momentů.“ Autoři knihy I Can't Believe It's a Bigger and Better Updated Unofficial Simpsons Guide, Warren Martyn a Adrian Wood, uvedli, že se jim líbil Homerův návrh na dopis od Woodrowa na rozloučenou: „Milé dítě. Vítej v Dumpsville. Populace: ty. P. S. Jsem gay.“. V roce 2000 sestavili zaměstnanci deníku Star Tribune seznam deseti nejlepších epizod. Bart milencem byl uveden na čtvrtém místě.
Ve vydání časopisu Nature z 26. července 2007 zařadila redakce vědeckého časopisu vzdělávací film viděný v této epizodě mezi deset nejlepších vědeckých momentů v seriálu Simpsonovi a napsala: „ ‚Díky bohu, že stále žiji ve světě telefonů, autobaterií, ručních zbraní a mnoha věcí vyrobených ze zinku,‘ říká Jimmy, postava ve vzdělávacím filmu. Když je konfrontován se světem bez zinku, pokusí se o sebevraždu, ale nepodaří se mu to, protože jeho zbraň bez zinku nemůže fungovat.“. V roce 2002 Bill Brioux z The Canadian Press zařadil tuto epizodu a její použití Gordieho Howea mezi nejlepší odkazy na Kanadu v seriálu. V roce 2004 vydala ESPN seznam 100 nejlepších sportovních momentů Simpsonových, kde se zobrazení Gordieho Howea v epizodě umístilo na 34. místě. V roce 2013 článek na serveru Wired napsaný v reakci na smrt Marcii Wallaceové označil epizodu za „nejlepší krabappelovskou (a pravděpodobně i nejlepší simpsonovskou) epizodu“.